# Harald Richter (Agrarwissenschaftler)
Harald Richter (* 10. August 1902 in Dresden; † 1981 in West-Berlin) war ein deutscher Agrarwissenschaftler.

## Leben und Wirken
Nach dem Schulabschluss studierte er und erlangte den Abschluss als Diplom-Landwirt. Später promovierte er. Er trat in den Staatsdienst und wurde zum Regierungsrat ernannt und war als solcher ab 1941 in der Biologischen Reichsanstalt für Land- und Forstwirtschaft in Berlin-Dahlem tätig, wo er 1957 zum Abteilungsleiter an der nunmehrigen Biologischen Zentralanstalt ernannt wurde. Seit 1950 war er Direktor (später umbenannt in Präsident) dieser Forschungseinrichtung. Bekannt wurde er auch als Mikrobiologe, der u. a. Lupinen- und Kartoffelkrankheiten untersuchte. Im Jahr 1958 wurde Harald Richter als Mitglied der Sektion Landbauwissenschaften in die Deutsche Akademie der Naturforscher Leopoldina aufgenommen.

## Schriften (Auswahl)
- Eine noch nicht aufgeklärte Lupinenkrankheit. In: Nachrichtenblatt f. d. Deutsch. Pflanzenschutzdienst 14 (1934), S. 81–82.
- (mit Roswitha Schneider): Untersuchungen zur Rhizoctonia – Anfälligkeit der Kartoffelsorten. 1950.